# Chroesthes
- Commons
- Wikispecies

Chroesthes Benoist, segundo o Sistema APG II, é um gênero botânico da família Acanthaceae.

## Espécies
O gênero apresenta seis espécies:
- Chroesthes bracteata
- Chroesthes lanceolata
- Chroesthes longifolia
- Chroesthes pubiflora
- Chroesthes racemiflora
- Chroesthes silvicola

## Nome e referências
Chroesthes Benoist, 1927

## Classificação do gênero
| Sistema | Classificação                       | Referência            |
| ------- | ----------------------------------- | --------------------- |
| APG II  | Ordem Lamiales, família Acanthaceae | APweb, versão 9, 2008 |